# Leptopsammia stokesiana
Leptopsammia stokesiana är en korallart som beskrevs av Milne Edwards och Jules Haime 1848. Leptopsammia stokesiana ingår i släktet Leptopsammia och familjen Dendrophylliidae. Inga underarter finns listade i Catalogue of Life.